# De la Conquête de Constantinople

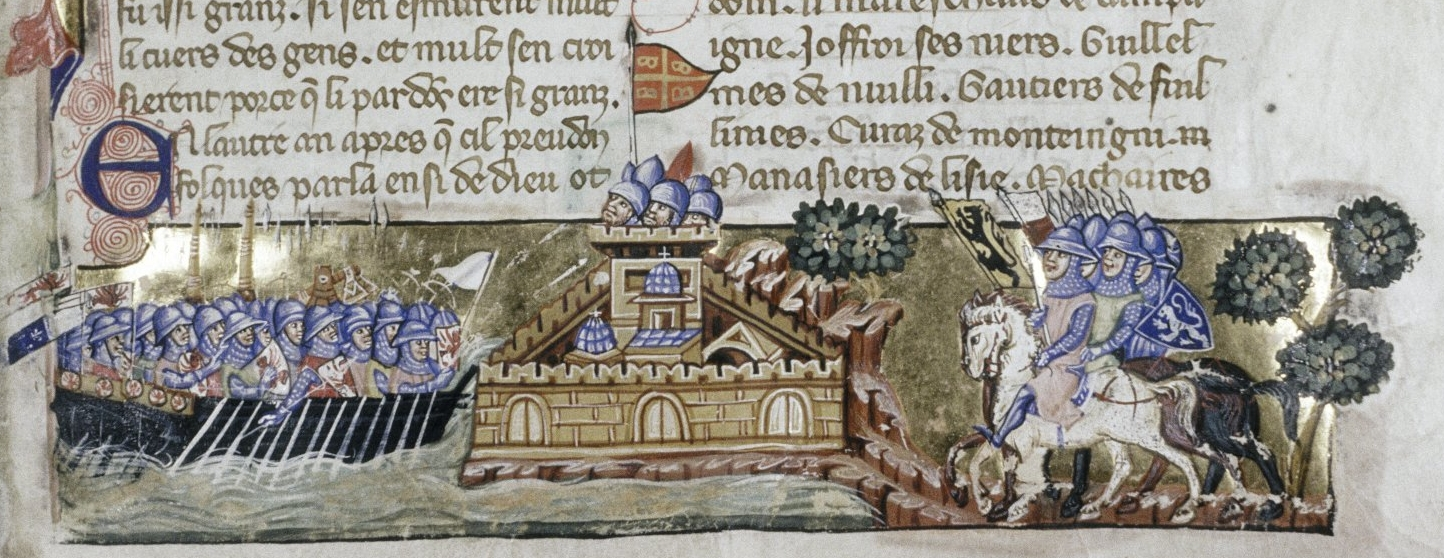
Bức tiểu họa mô tả cuộc tấn công kinh thành Constantinopolis của Thập tự quân lấy từ ấn bản đầu thế kỷ 14 trong tác phẩm của Villehardouin

De la Conquête de Constantinople (Chinh phục kinh thành Constantinople), là tác phẩm tự sự lâu đời nhất còn sót lại của nền văn xuôi lịch sử Pháp, và được coi là một trong những nguồn sử liệu quan trọng nhất về cuộc Thập tự chinh thứ tư. Tác phẩm được biên soạn bởi Geoffroi de Villehardouin, một nhà quý tộc, hiệp sĩ và là thành viên Thập tự quân đóng một vai trò quan trọng trong cuộc Thánh chiến này, sau khi tham gia cuộc viễn chinh trở về, ông đã tường thuật lại những điều mắt thấy tai nghe về cuộc xâm chiếm thành công kinh thành Constantinopolis của Đế quốc Đông La Mã vào ngày 13 tháng 4 năm 1204.

## Bối cảnh

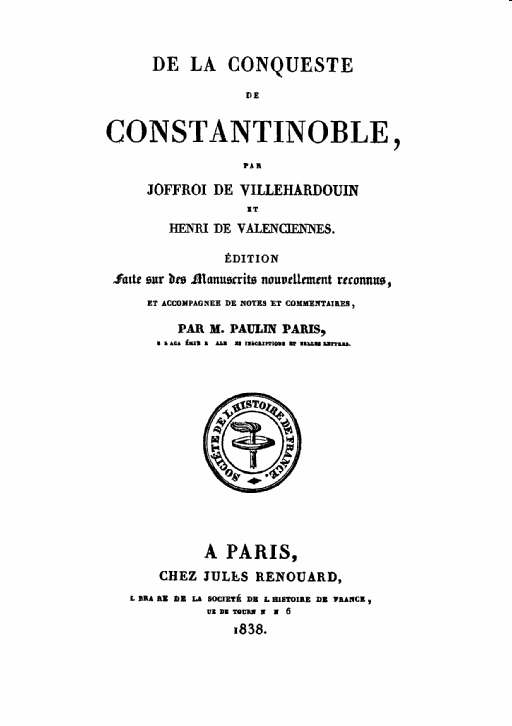
Trang đầu của bản in quyển Biên niên sử

Villehardouin có mặt ngay từ những ngày đầu của Thập tự chinh trong một cuộc tranh tài đầy cam go năm 1199 do Thibauld III xứ Champagne tổ chức. Suốt cuộc Thập tự chinh kéo dài đến năm năm, ông từng giữ nhiều trọng trách như phái viên, sứ giả, ủy viên hội đồng, và thậm chí là một nhà lãnh đạo quân sự tại trận chiến ở Adrianople năm 1205. Vài năm sau, Villehardouin dành thời gian để ghi chép lại câu chuyện mắt thấy tai nghe về những biến cố của cuộc Thập tự chinh thứ tư.
Villehardouin đã viết tác phẩm của mình theo phong cách sử thi. Tác phẩm được viết theo góc nhìn người thứ ba, và kết hợp tính khách quan và quan điểm giáo hội. Một kỹ thuật phổ biến trong tác phẩm này kể lại một trận đánh hay sự kiện theo đúng những phương châm nhà binh và mang tính chủ quan, và kèm theo đó là lời giải thích cá nhân và tôn giáo của tác giả về kết quả của chúng. Lấy ví dụ từ một đoạn tác giả mô tả kinh thành Constantinopolis như sau:

Các người ngắm Constantinopolis không thể tưởng được rằng có thể có một đô thị giàu có như vậy: nào các bức tường thành, các tháp bao vây thành thị, các dinh cơ sang trọng, các nhà thờ cao vút, mà nếu mắt không nhìn thấy, thì không tin được rằng có thể có được. Đô thành vừa dài vừa rộng, quả thực xứng đáng là một thủ đô. Ai mục kích quanh cảnh này cũng thấy rung động trong lòng và nhận rằng từ khi thế giới thành lập, chưa bao giờ ai dám xây dựng một công trình vĩ đại như vậy.

Villehardouin đưa ra những gợi ý và tham khảo liên tục cho các sự kiện trong tương lai và phớt lờ các nhân vật vào lúc này. Ông đã định nghĩa kết quả bằng các thuật ngữ của riêng mình và không cho phép độc giả tự đưa ra kết luận về hành động của các nhân vật. Tác giả tóm tắt các sự kiện dẫn đến các cuộc đàm phán của Alexis với Thập tự quân. So sánh điều này với tài liệu viết về cuộc Thập tự chinh thứ tư của một chứng nhân đương thời là hiệp sĩ Robert de Clari.
Cuộc Thập tự chinh của ông không chỉ đơn thuần là một cuộc Thánh chiến, mà nó còn là một sự kiện trọng đại đến nỗi tác giả đã phải tái sử dụng bằng những chi tiết dài dòng và đoạn văn mô tả các nhân vật chủ chốt trong tác phẩm của mình. Villehardouin cho biết viên Tổng trấn Venezia chỉ là một kẻ mù lòa dũng cảm chỉ huy quân mình lâm trận. Những nghiên cứu đương đại vẫn chưa rõ tính xác thực của đoạn văn này nhưng dựa vào đó thì người ta cho rằng vị này thực ra chỉ mắc chứng cận thị hoặc có thị lực kém mà thôi. Ông còn soạn nhiều tài liệu tham khảo cho bản Trường ca Roland. Giống như bộ sử thi trước đây, Villehardouin miêu tả quân đội Pháp được lựa chọn để thực hiện theo ý Chúa. Khi Villehardouin mô tả cách mà Bá tước Louis từ chối rời khỏi chiến trường, rõ ràng có nhắc đến về các nhiệm vụ tuyệt đỉnh của Roland trong bộ sử thi của ông.
Những lời nói của Villehardouin — lúc thì chính xác lúc thì không — giới thiệu một tài liệu cá nhân sống động về cuộc Thập tự chinh thứ tư. Ngay từ đầu, Villehardouin tuyên bố rằng ông là một người hành hương, nhưng ông không bao giờ giải thích giáo lý này của cuộc Thập tự chinh. Một sự thiếu sót khác là ảnh hưởng của Fulk xứ Neuilly đối với nguồn gốc của cuộc Thập tự chinh thứ tư. Villehardouin chỉ là kể lại về những thành công trong tác phẩm của mình.
Một phần gây hiểu nhầm của cuốn sách là cung cách đối xử với phái viên của Villehardouin và các cuộc đàm phán dẫn đến Venezia trở thành hải cảng trung tâm của cuộc Thập tự chinh thứ tư. Nhiều sử gia đã mô tả sự tính toán của Villehardouin về số người và ngựa cần thiết cũng như sự nhiệt tình hào hiệp kết hợp với chủ nghĩa duy tâm của Kitô giáo. Villehardouin tuyên bố rằng trên thực tế người Venezia mới là những kẻ bị lừa gạt, nhưng Villehardouin đã tính toán quá lố (chỉ có 11.000 người xuất hiện thay vì hơn 33.000 người theo kế hoạch). Villehardouin hướng sự chú ý đến những Thập tự quân có thể rời khỏi các cảng khác.
Villehardouin ghi chép về Hội đồng tại Zara với những chi tiết cụ thể, và do đó tạo ra một cái nhìn tiêu cực về phần này của cuộc Thập tự chinh. Ông mô tả cách thức mà các công dân của Zara nài nỉ Thập tự quân không nên tấn công một thành phố Thiên Chúa giáo và tỏ ra không một chút thiên vị nào khi viết về các vụ cướp bóc của Thập tự quân. Ông cũng chỉ ra rằng người Pháp sẽ không tấn công Zara và nhiều người đã đào ngũ khỏi Thập tự quân. Thái độ này tiếp tục với những đoạn mô tả của ông về cuộc bao vây tại Constantinopolis. Ông đã kinh hoàng trước hành động man rợ của binh lính Thập tự quân và tả lại cảnh tàn phá và trộm cắp. Tác giả tuyên bố rằng Constantinopolis có giá trị và di tích cổ đại tương đương với phần còn lại của thế giới. Xuyên suốt cuốn sách của mình, Villehardouin thể hiện một sự hiểu biết về lịch sử và nền văn hoá Hy Lạp khiến quan điểm của ông trở nên hoàn chỉnh hơn.

## Trích đoạn
Đoạn đầu tiên từ Biên niên sử được sao chép ở đây:

Sachiez que mille cent quatre-vinz et dix huit ans après l'incarnation nostre seingnor Jésus Christ, al tens Innocent trois, apostoille de Rome, et Philippe, roi de France, et Richart, roi d’Angleterre, ot un saint home en France qui ot nom Folques de Nuilli. Cil Nuillis siet entre Lagny-sor-Marne et Paris; e il ère prestre et tenoit la paroiche de la ville. Et cil Folques dont je vous di, comença à parler de Dieu par France et par les autres terres entor, et Nostre Sires fist maint miracles por luy.
Sachiez que la renommée de cil saint home alla tant qu’elle vint a l'apostoille de Rome, Innocent; et l’apostoille envoya en France et manda al prod'ome que il empreschast des croiz par s’autorité. Et après y envoia un suen cardonal, maistre Perron de Chappes, croisié, et manda par luy le pardon tel come vos dirai: Tuit cil qui se croisieroient et feroient le service Dieu un an en l’ost, seroient quittes de toz les péchiez que il avoient faiz, dont il seroient confés. Por ce que cil pardons fu issi granz, si s’en esmeurent mult li cuers des gens; et mult s’encroisièrent por ce que li pardons ère si grans.

dịch thành:

Bạn nên biết rằng đã một ngàn một trăm chín mươi bảy năm sau khi Chúa Kitô của chúng ta nhập thế, vào thời của Giáo hoàng Rôma Innocent, và Vua nước Pháp Philip, và Vua nước Anh Richard, ở Pháp có một người đàn ông thánh thiện tên là Fulk xứ Neuilly - mà Neuilly thì nằm giữa Lagni-sur-Marne và Paris - và ông là một linh mục và góp sức chữa bệnh cho ngôi làng này. Và người ta kể rằng Fulk bắt đầu nói về Chúa ở khắp chốn Île-de-France, và các vùng miền khác xung quanh; và bạn phải biết là theo lời ông nói thì Chúa đã làm nhiều phép lạ.
Có điều bạn cần biết thêm rằng danh tiếng của người đàn ông thánh thiện này đã lây lan đến mức nó đến tai Giáo hoàng Rôma, Innocent; và Giáo hoàng liền đi sang Pháp, và ra lệnh cho người đàn ông xứng đáng đó phải rao giảng thánh giá (Thập tự chinh) theo uy quyền của ngài. Và sau đó Giáo hoàng đã cử một hồng y của ngài là Đức cha Peter thành Capua, thân hành đến lấy thập tự giá, để tuyên bố sự Xá tội mà bây giờ tôi sẽ kể với bạn, tức là tất cả những ai nhận lấy thập tự giá và phụng sự chủ nhân trong một năm, sẽ được giải thoát khỏi tất cả những tội lỗi mà họ đã phạm phải và thừa nhận trong lời thú tội. Và bởi vì sự xá tội này lớn đến như vậy, đã làm xúc động trái tim nhiều người, và họ đã lấy thập tự giá nhằm đánh đổi sự tha thứ lớn lao hơn nữa.